# هيربرت بيرتولسون
هيربرتس بيرتولسون أو هيربرتس بيرتولسونز (14 أيلول / سبتمبر 1903 – فبراير 1942) متزلج لاتيفي تنافس في دورة الألعاب الأولمبية الشتوية 1936. وقد أعدم أثناء الحرب العالمية الثانية في سجن في الاتحاد السوفياتي.

## روابط خارجية
- هيربرت بيرتولسون على موقع اللجنة الأولمبية الدولية (الإنجليزية)
- هيربرت بيرتولسون على موقع أوليمبيديا (الإنجليزية)
- هيربرت بيرتولسونعلى موقع اللجنة الأولمبية اللاتفية (مؤرشف) (اللاتفية)